# Nucinella viridula
Nucinella viridula is een tweekleppigensoort uit de familie van de Manzanellidae. De wetenschappelijke naam van de soort is voor het eerst geldig gepubliceerd in 1984 door Kuznetzov & Schileyko.